# Stuttgarter Liederkranz
Der Stuttgarter Liederkranz ist ein deutscher Gesangverein. Er gehört zu den größten Deutschlands und stellt mit 260 aktiven Sängerinnen und Sängern den größten Konzertchor unter den 20.000 Chören des Deutschen Sängerbundes (Stand: April 1999).

## Geschichte
Der Verein konstituierte sich im Mai 1824 unter dem Einfluss des Schweizer Musikpädagogen Hans Georg Nägeli. Am 22. Juni 1824 trat die erste Satzung in Kraft. Unter den Gründern waren zahlreiche Stuttgarter Bürger und Persönlichkeiten des kulturellen, geistigen und politischen Lebens, darunter der Jurist und Politiker Albert Schott, der den Vorsitz übernahm, der Dichter Gustav Schwab, der Bankier Gottlob Friedrich Federer und der Buchhändler und Verleger Heinrich Erhard. Chormeister wurde der Präzeptor Kübler, Komponist des Vereins der Stiftskirchenorganist Konrad Kocher, der schon 1819 die Gründung eines Vereins zur Pflege des mehrstimmigen Chorgesangs angeregt und einer Liedertafel als Vorläufer des Liederkranzes angehört hatte.
Am 6. Januar 1825 führte der Liederkranz erstmals das Oratorium Der Messias von Georg Friedrich Händel auf. Im gleichen Jahr beschloss er, künftig eine jährliche Gedenkveranstaltung zum Todestag Friedrich Schillers am 9. Mai zu veranstalten. Dem Liederkranz kommt für das Schiller-Gedenken in Stuttgart eine besondere Rolle zu. Er war es auch, der im Mai 1839 die Errichtung des Schiller-Denkmals von Bertel Thorvaldsen auf dem Stuttgarter Schillerplatz initiierte.
Die musikalische Leitung übernahm 1831 der damals erst 23-jährige Stuttgarter Komponist Louis Hetsch, der allerdings wenig später zur Fortsetzung seiner Ausbildung nach Wien übersiedelte. Der Stuttgarter Liederkranz wirkte in den folgenden Jahren beispielgebend für die Gründung weiterer Gesangvereine in Württemberg, die sich 1843 in Tübingen erstmals zu einem Schwäbischen Sängerfest vereinigten. 1845 nahm der Stuttgarter Liederkranz auch am ersten badischen Liederfest in Mannheim und am ersten deutschen Sängerfest in Würzburg teil.

## Vereinslokale und Liederhalle
Schon 1827 gab es erste Überlegungen zur Errichtung einer Liederhalle für den Verein. Vereinslokal war zunächst das Wernersche Kaffeehaus, in den 1840er Jahren die Aktienbrauerei und nach deren Auflösung der Gasthof „Zum Kreuz“ hinter dem Rathaus. Im Oktober 1853 kaufte der Liederkranz einen Bauplatz vor dem Büchsentor. Hier wurde 1864 die Liederhalle errichtet, die in den Jahren 1955/56 kriegsschädenbedingt ersetzt und 1991 um den Kongressbau erweitert wurde.
Zu Ehren von Franz Schubert stiftete Otto Elben 1878 ein Denkmal im Garten der Liederhalle, das im Zweiten Weltkrieg beseitigt und 1999 als Nachbildung erneut durch den Liederkranz gestiftet wurde.

## Auszeichnungen
Zahlreiche Auszeichnungen wurden dem Stuttgarter Liederkranz im Laufe seiner Geschichte bereits zuteil, darunter die große Medaille für Kunst und Wissenschaft am Bande des württembergischen Kronenordens (1888 durch König Karl verliehen), die Pro-Musica-Plakette des Orchesters und die Conradin-Kreutzer-Tafel.

## Galerie

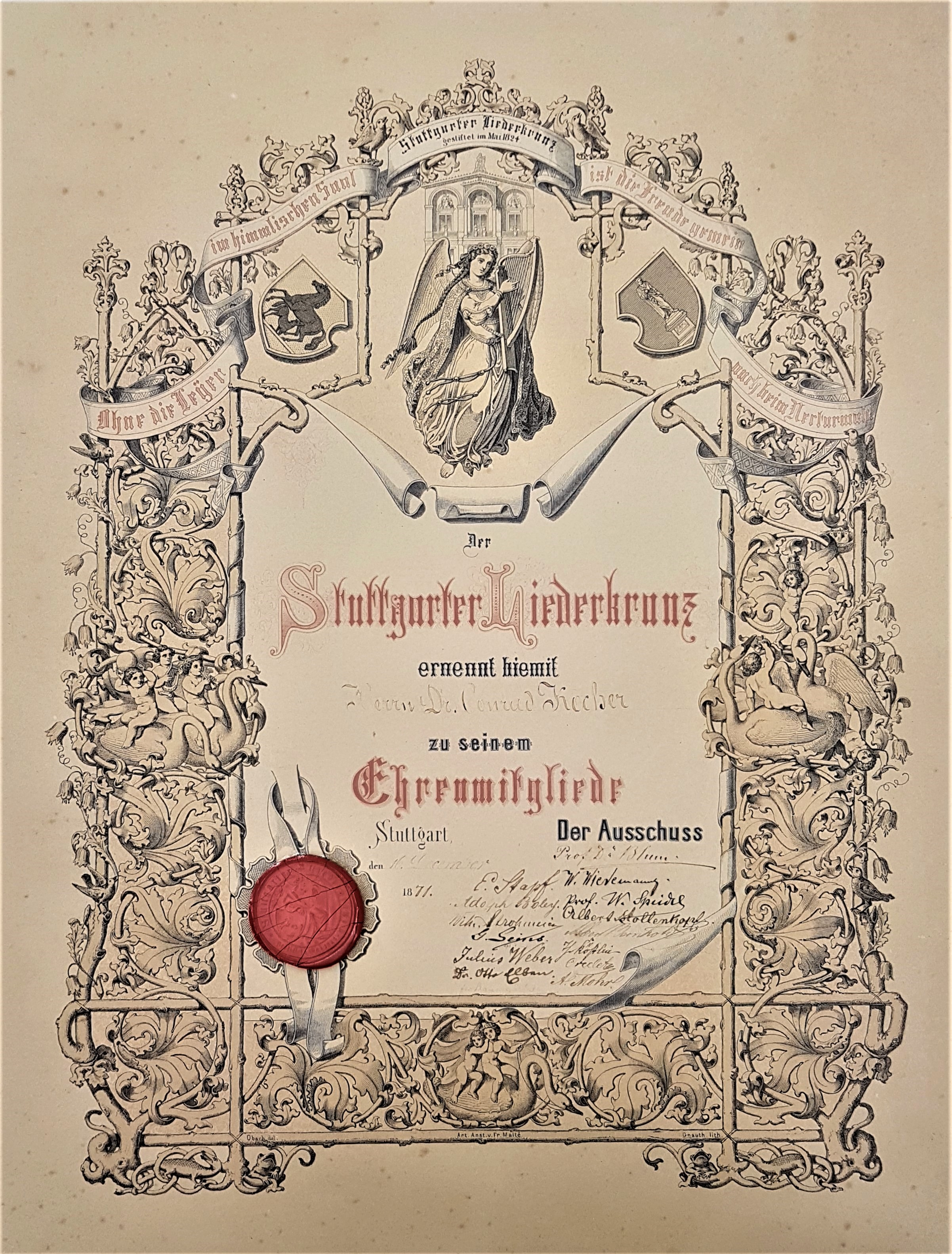
Ernennung Konrad Kochers zum Ehrenmitglied, 1871
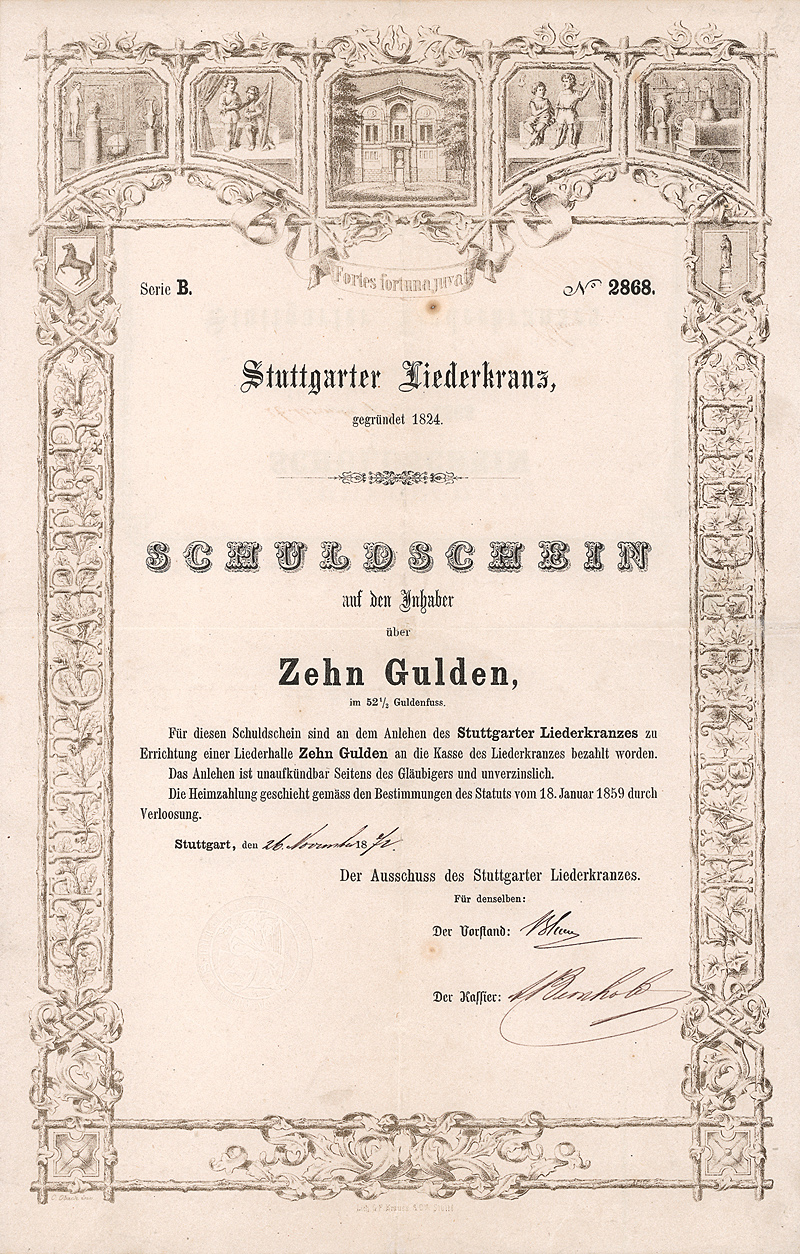
Schuldschein über 10 Gulden des Stuttgarter Liederkranzes vom 26. November 1872

## Repertoire
Der Liederkranz erarbeitet in erster Linie große romantische Oratorien. Das Repertoire erstreckt sich dabei über Künstler wie Puccini, Rossini, Bruch oder Gounod. Darüber hinaus enthält der Spielplan zeitgenössische Werke, etwa von Honegger sowie konzertante Opern von Verdi oder Bellini. Konzertreisen führten auch ins Ausland, wie nach Florenz, Wien, Budapest, Krakau und Rom.